# Vervins
Vervins (Nederlands: Werven) is een gemeente in het Franse departement Aisne (regio Hauts-de-France). De plaats is de onderprefectuur van het arrondissement Vervins en de hoofdstad van de streek Thiérache. Vervins telde op 1 januari 2022 2.574 inwoners.
Bezienswaardigheden zijn de kerk Notre-Dame, het stadhuis met zijn belfort en het Château Neuf waar eind 16e eeuw de Vrede van Vervins werd getekend. De onderprefectuur is gevestigd in het Château des Coucy-Vervins op het hoofdplein (place de l'Hôtel de Ville). De kleine stad telt enkele art-nouveau- en art-decogebouwen. 
Er is ook industrie in de gemeente met vestigingen van Givenchy-Kenzo, Lu France en Packaging-Norembal.

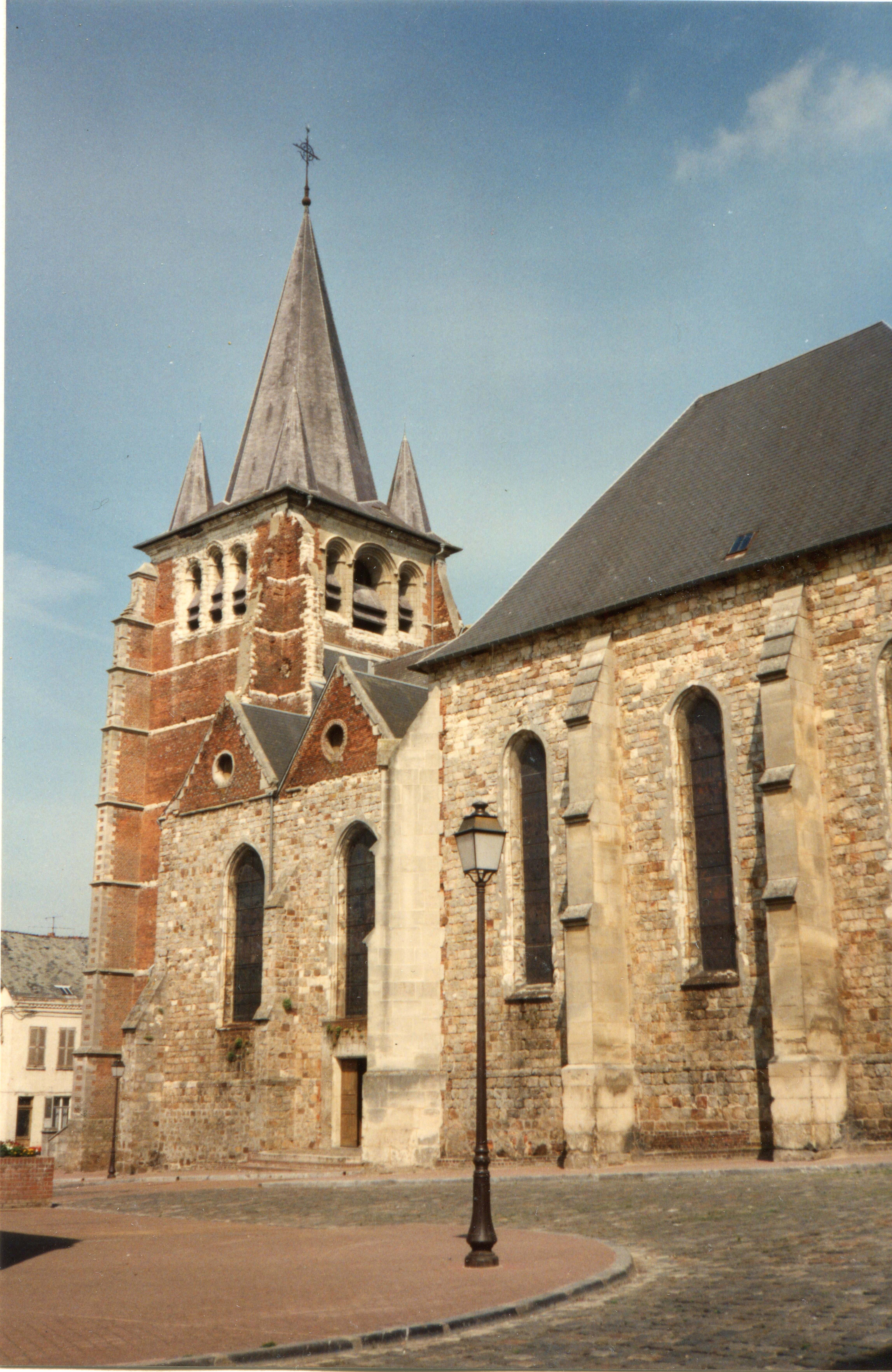
Kerk Notre-Dame
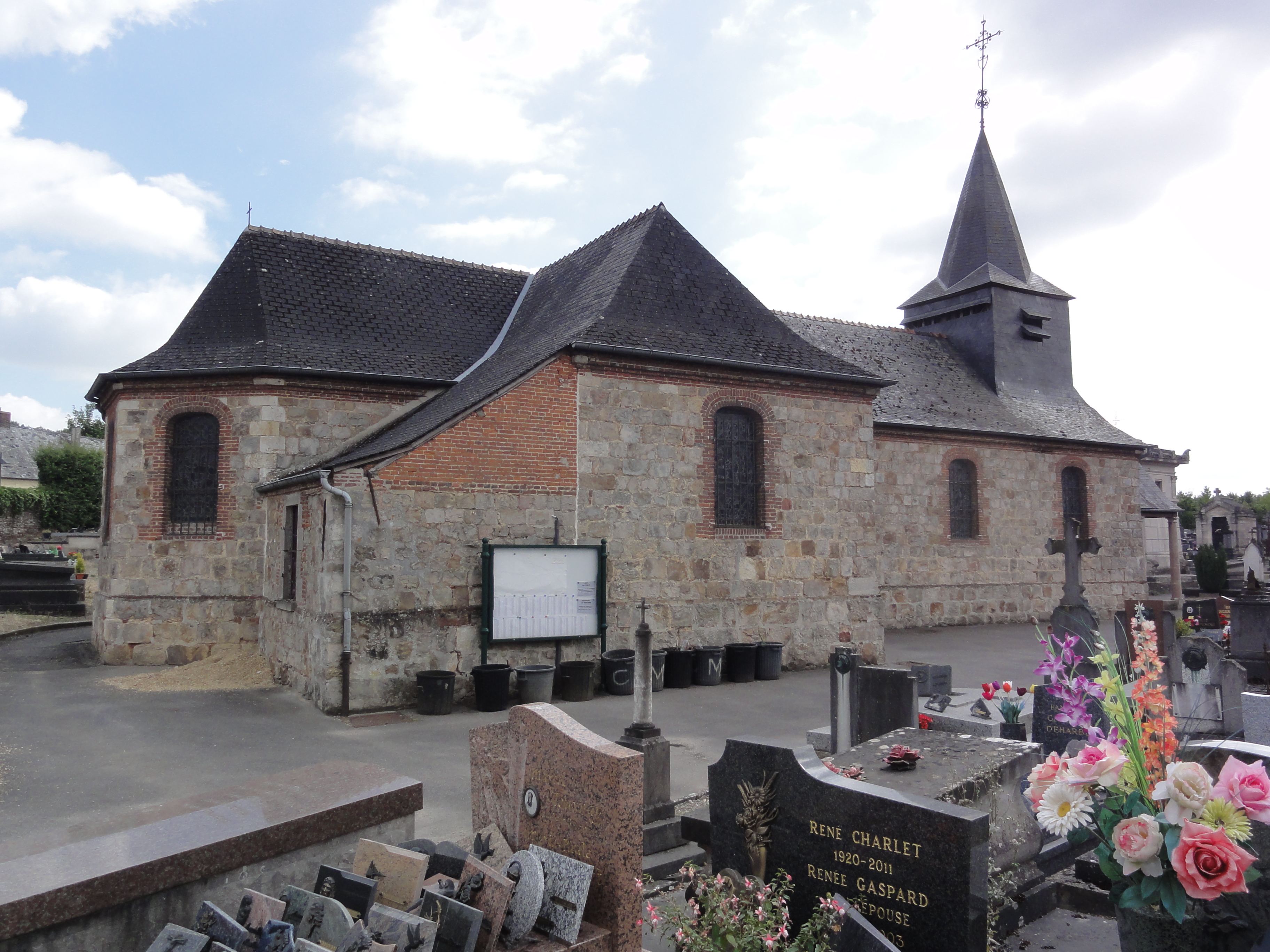
Kapel Sainte-Anne
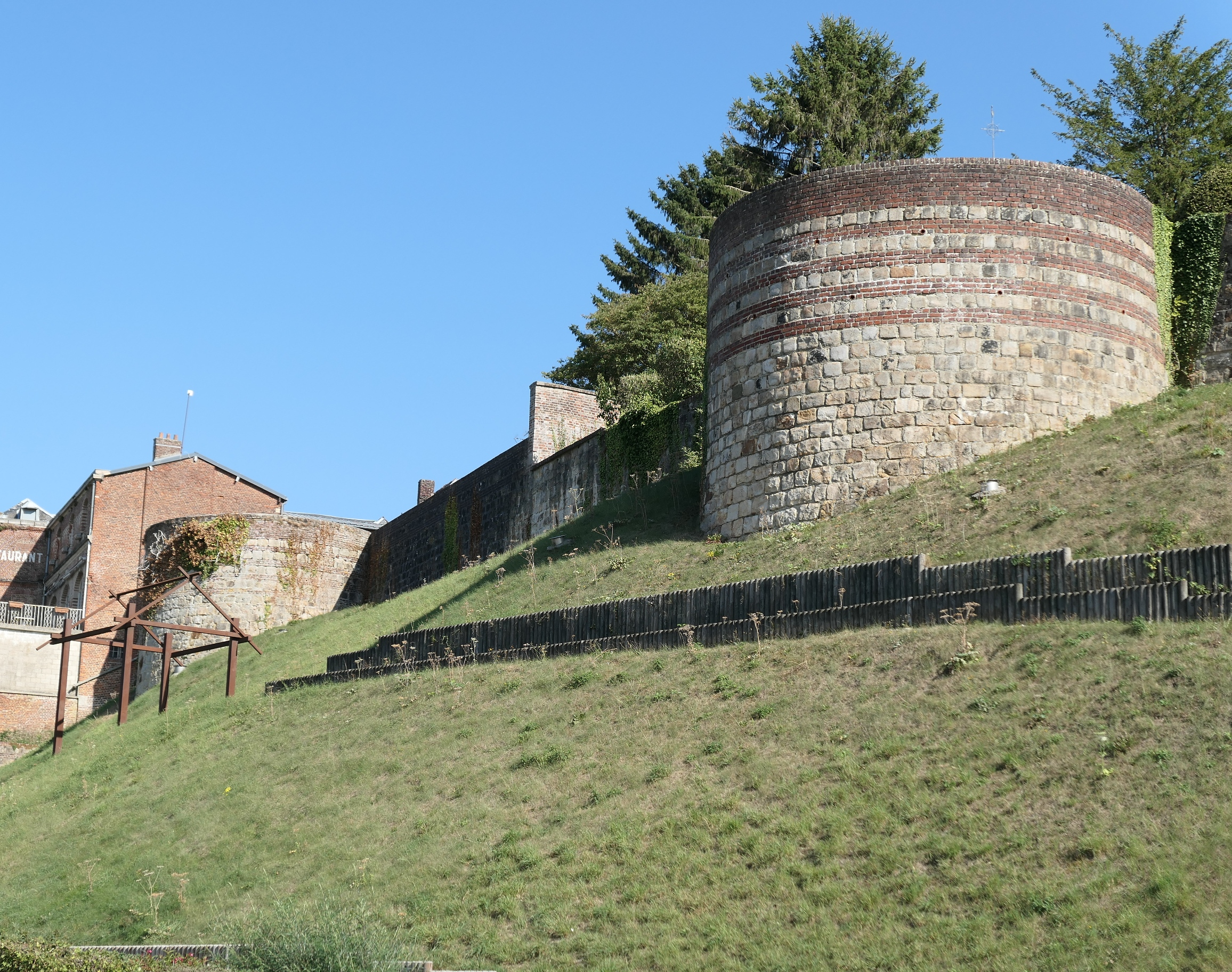
Resten van de stadsmuur
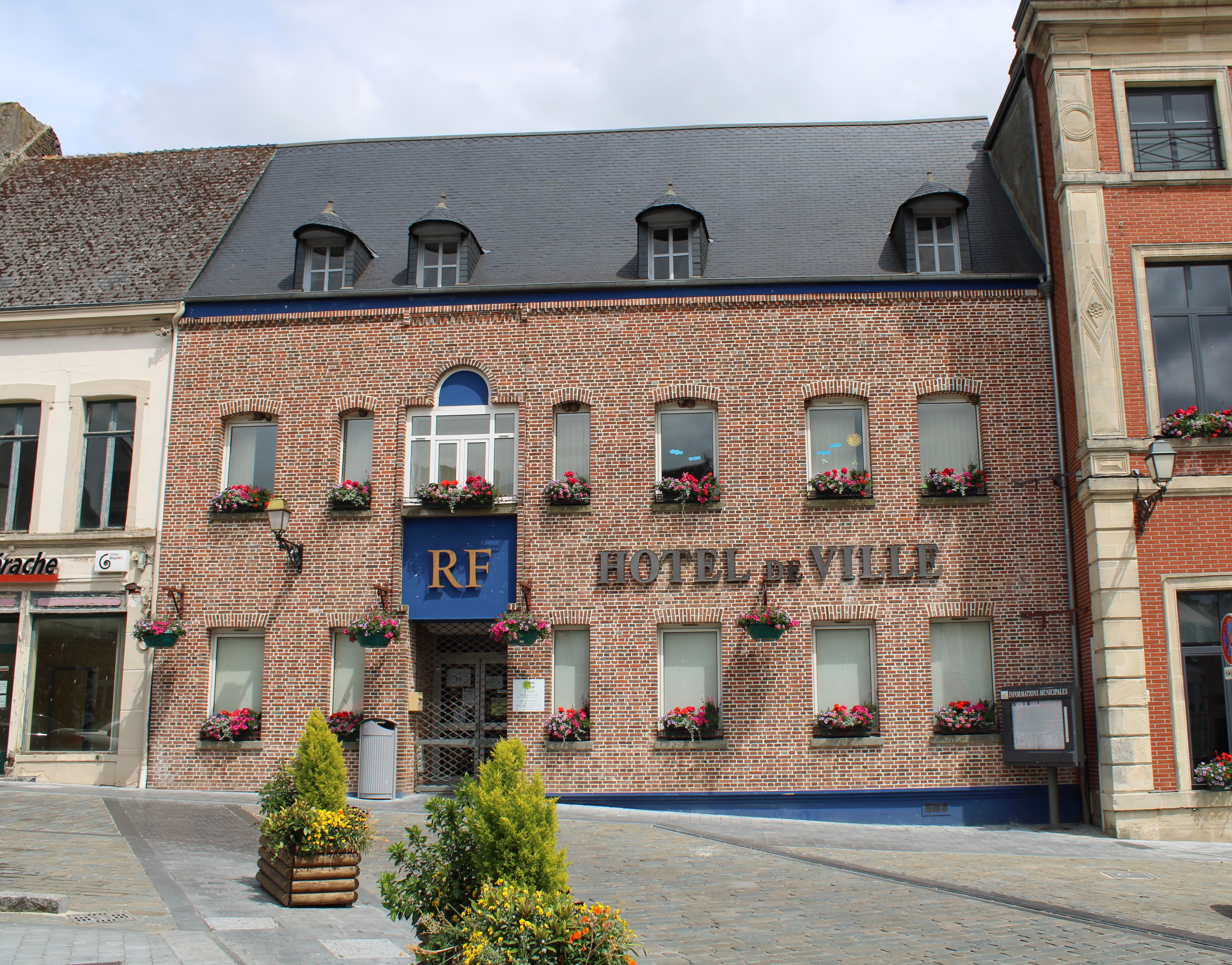
Gemeentehuis
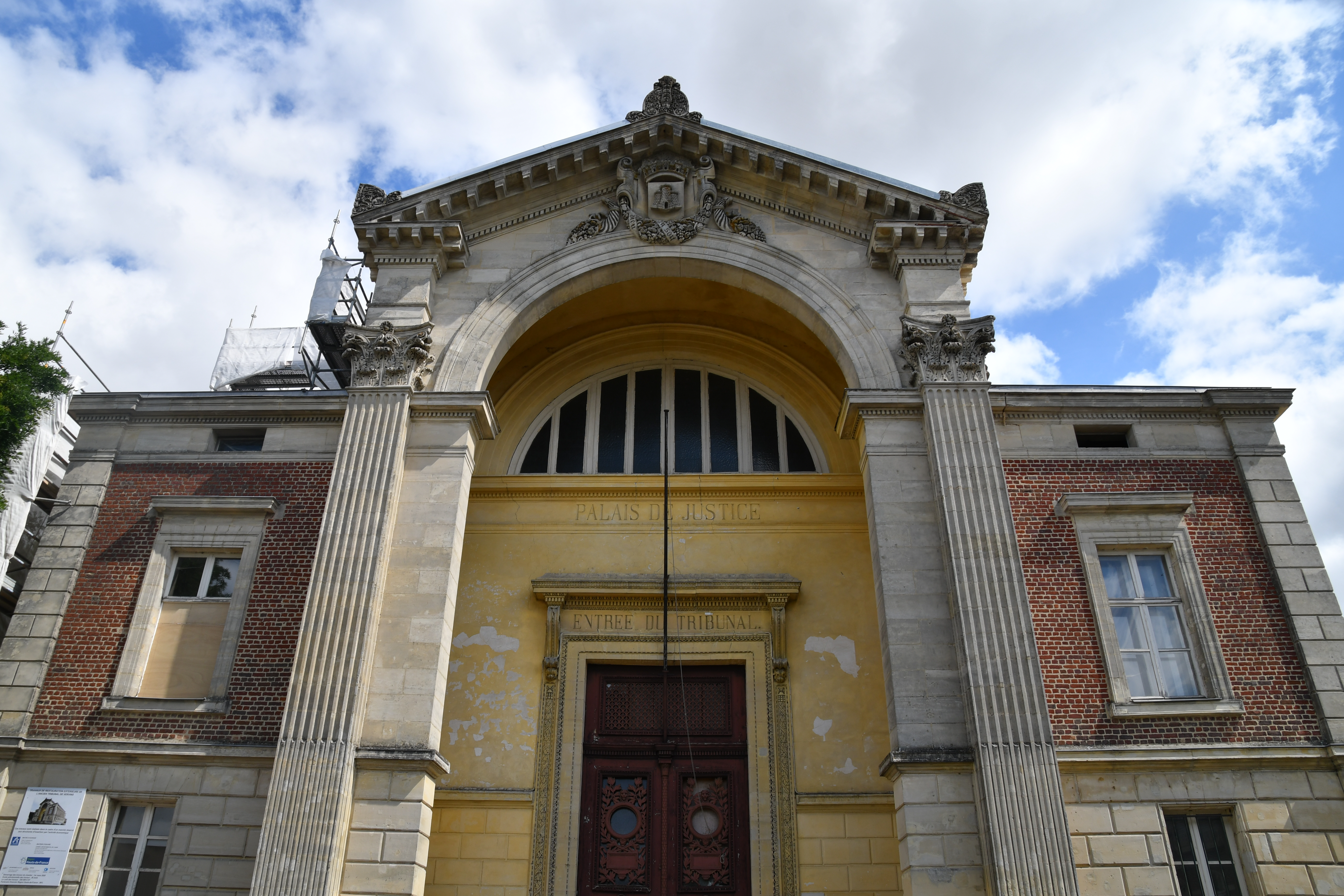
Gerechtsgebouw

## Geschiedenis
De plaats bestond al in de Gallo-Romeinse periode. De plaats lag op een kruispunt van Romeinse wegen en werd opgetekend op de Peutingerkaart en de Itinerarium Antonini.
In 1163 eeuw kreeg Vervins stadsrechten van Raoul de Coucy. De stad had een driehoekig grondplan en was volledig ommuurd. De stadsmuur telde drie poorten en een twintigtal torens. Rond 1200 werd het kasteel van Vervins gebouwd. De plaats kende een bloeitijd in de 13e eeuw. Er kwam nijverheid en bebouwing buiten de ommuurde stad, met leerlooierijen, wasplaatsen, molens en lakenateliers.
Tijdens de Tachtigjarige Oorlog had de plaats veel te lijden onder oorlogsgeweld. In 1552 werd de plaats bijna volledig vernietigd door een Spaans leger. Jacques II de Coucy-Vervins liet de stadsmuur herstellen en bouwde een nieuw kasteel binnen de stad, het Château Neuf. Op 2 mei 1598 werd hier de Vrede van Vervins getekend, tussen Hendrik IV van Frankrijk en Filips II van Spanje. In 1636, 1653 en 1712 werd de stad opnieuw ingenomen en geplunderd. In de 18e eeuw groeide de bevolking en de stadsomwalling werd deels afgebroken voor uitbreiding van de stad.
In de 19e eeuw ontwikkelde Vervins zich als industrieel en administratief centrum. Het gemeentehuis werd herbouwd en een gerechtsgebouw en een post van de gendarmerie werden gebouwd. Vanaf de jaren 1950 werden nieuwe wijken gebouwd en in de jaren 1970 kwam er zelfs in beperkte mate hoogbouw.

## Geografie
De oppervlakte van Vervins bedroeg op 1 januari 2022 10,35 vierkante kilometer; de bevolkingsdichtheid was toen 248,7 inwoners per km².
De onderstaande kaart toont de ligging van Vervins met de belangrijkste infrastructuur en aangrenzende gemeenten.

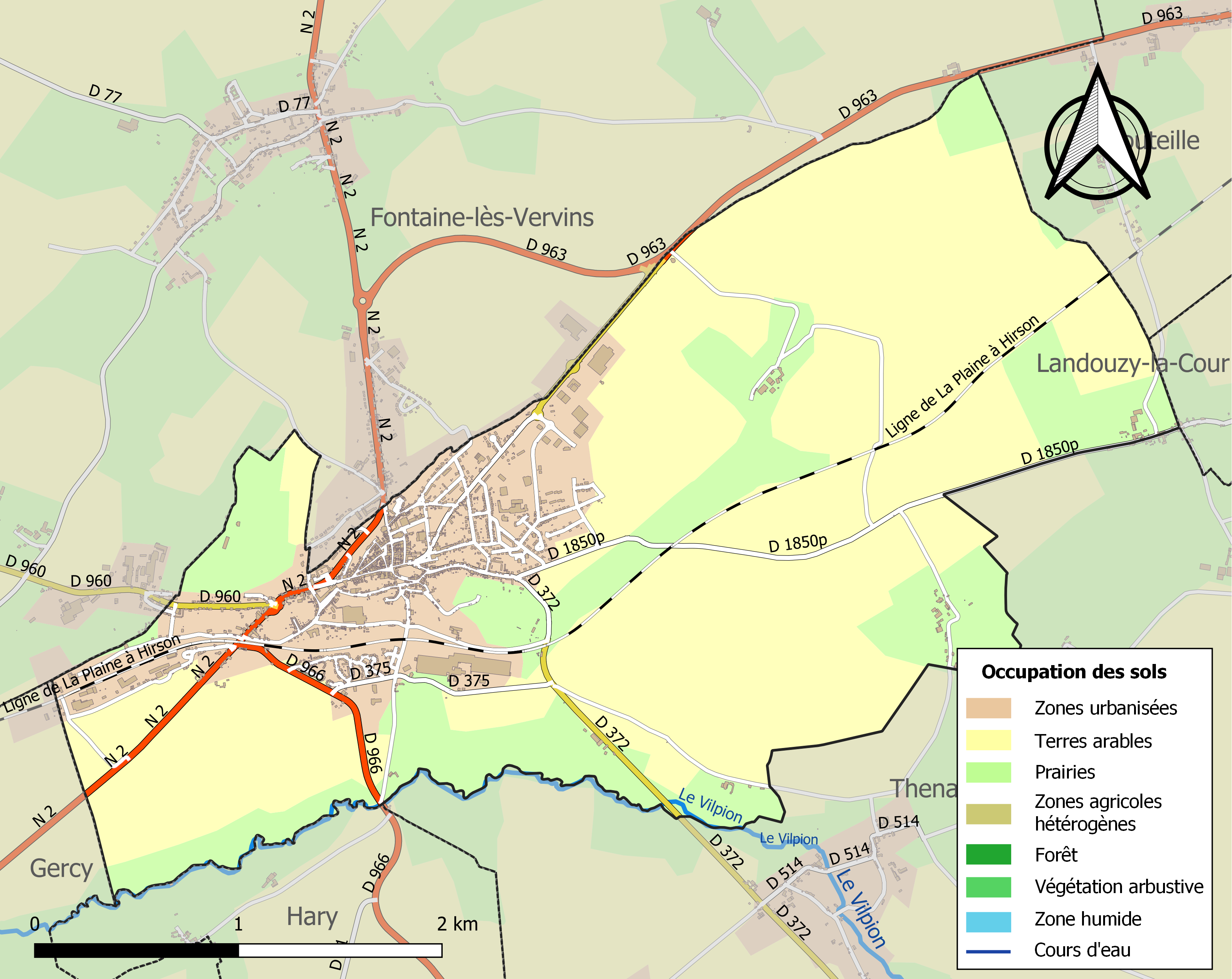

## Verkeer en vervoer
In de gemeente ligt spoorwegstation Vervins.

## Demografie
Onderstaande figuur toont het verloop van het inwonertal (bron: INSEE-tellingen).
Vanwege een beveiligingsprobleem met de MediaWiki Graph-software is het momenteel niet mogelijk deze grafiek weer te geven. Zodra de software is bijgewerkt zal de grafiek vanzelf weer zichtbaar worden.

## Geboren
- Christophe Moreau (1971), wielrenner